# Boulevard (fortification)
Pour les articles homonymes, voir Boulevard (homonymie).
Dans les fortifications, le boulevard est un terre-plein à l'extérieur du corps de place, rempart élevé en terre gazonnée en avant d'une fortification antérieure non prévue pour le tir au canon.
Le mot vient du néerlandais bolwerk[réf. souhaitée]. Le mot est composé de deux radicaux : bole qui signifie poutre, grosse pièce en bois, et voerk qui veut dire ouvrage. Ces racines germaniques se retrouvent en danois et en suédois avec bolvek, en allemand avec Bulwark, et en hollandais, bolverk. On utilise le mot belluard pour désigner cet élément de fortification à Fribourg en Suisse.
Innovation de la fin du Moyen Âge, il passe ensuite à l'état de terrassement permanent revêtu de pierre ou de maçonnerie épaisse, défendu par des fossés, des batteries couvertes et à barbette. Il apparaît dans la terminologie des places fortifiées, au XVIe siècle quand la fortification se modifie pour résister aux boulets en fonte.
Le mot boulevard dans son sens premier militaire désigne, dans la fortification d'une ville, un ouvrage de protection avancé construit en madriers et en terre. Avec la transformation de la fortification, le mot va désigner un ouvrage, souvent maçonné, ajouté en avant d'une fortification plus ancienne et destiné à porter de l'artillerie. Un boulevard a le même rôle qu'un « bastion » ou un « rempart ». 
Le boulevard devient alors la principale défense des places, il protège des anciens murs, forme un saillant considérable et n'est relié à l'ensemble de la forteresse que par des lignes étendues.
Au XVIe siècle, le mot italien baluardo, boulevard, désigne un bastion, une rondelle, un bastillon ou un cavalier.
Les promenades plantées d'arbres remplaçant les anciennes fortifications ont gardé le nom de boulevards.
En 1589, le boulevard du château de Suscinio prend une forme triangulaire.